# مايك كورتيس
مايك كورتيس (بالإنجليزية: Mike Curtis)‏ هو سياسي أمريكي، ولد في 21 أكتوبر 1963. حزبياً، نشط في الحزب الديمقراطي. وقد انتخب عضو مجلس نواب ألاباما.

 و عاش في فلسطين